# Pinelema cucphongensis
Espèce
Synonymes
- Telema cucphongensis Lin, Pham & Li, 2009

Pinelema cucphongensis est une espèce d'araignées aranéomorphes de la famille des Telemidae.

## Distribution
Cette espèce est endémique de la province de Ninh Bình au Viêt Nam,. Elle se rencontre dans la grotte de l'homme préhistorique dans le parc national de Cuc Phuong.

## Description
Le mâle holotype mesure 1,32 mm et la femelle paratype 1,22 mm.

## Systématique et taxinomie
Cette espèce a été décrite sous le protonyme Telema cucphongensis par Lin, Pham et Li en 2009. Elle est placée dans le genre Pinelema par Zhao, Li et Zhang en 2020.

## Étymologie
Son nom d'espèce, composé de cucphong et du suffixe latin -ensis, « qui vit dans, qui habite », lui a été donné en référence au lieu de sa découverte, le parc national de Cuc Phuong.

## Publication originale
- Lin, Pham & Li, 2009 : Six new spiders from caves of northern Vietnam (Araneae: Tetrablemmidae: Ochyroceratidae: Telemidae: Symphytognathidae). Raffles Bulletin of Zoology, vol. 57, no 2, p. 323-342 (texte intégral).